# Сопіт (водоспад)
Со́піт (Со́пітський) — водоспад в Українських Карпатах (у Сколівських Бескидах) неподалік від південної околиці села Сопіт Стрийського району Львівської області. 
Висота водоспаду — 8 м. 
Розташований на безіменному потічку, який впадає в річку Сопіт, або Сопотянка, (права притока Стрия). Потічок стрімко збігає по скелі, утвореній відслоненням порід нижнього роговикового горизонту менілітової світи Скибової зони складчастих Карпат. Біля підніжжя скелі водоспад утворив розлогий неглибокий водобійний казан, заповнений галькою пісковиків. 
Поруч з водоспадом є паркувальний майданчик для автотранспорту й альтанки для відпочинку.

## Світлини та відео

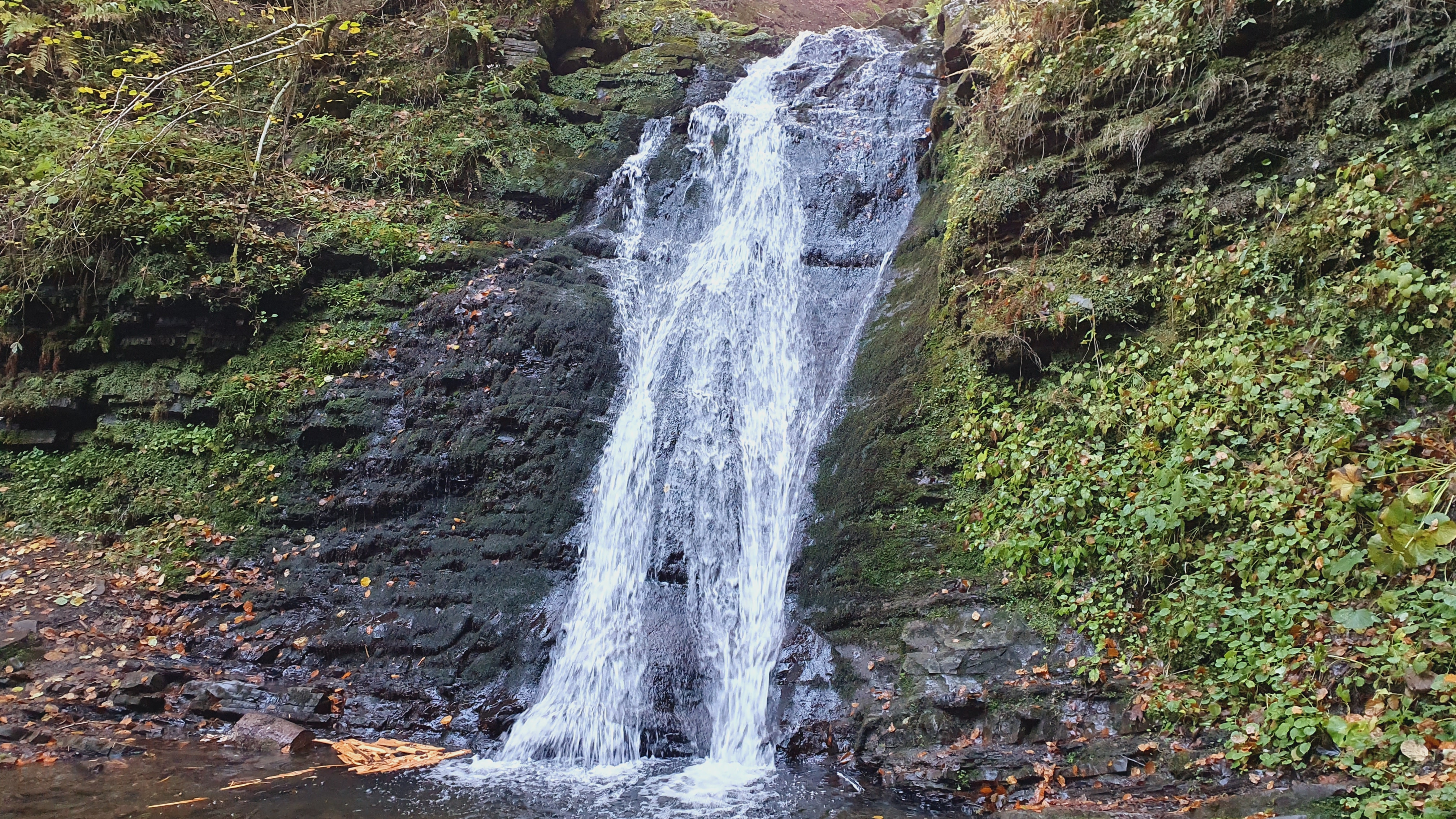
Водоспад восени
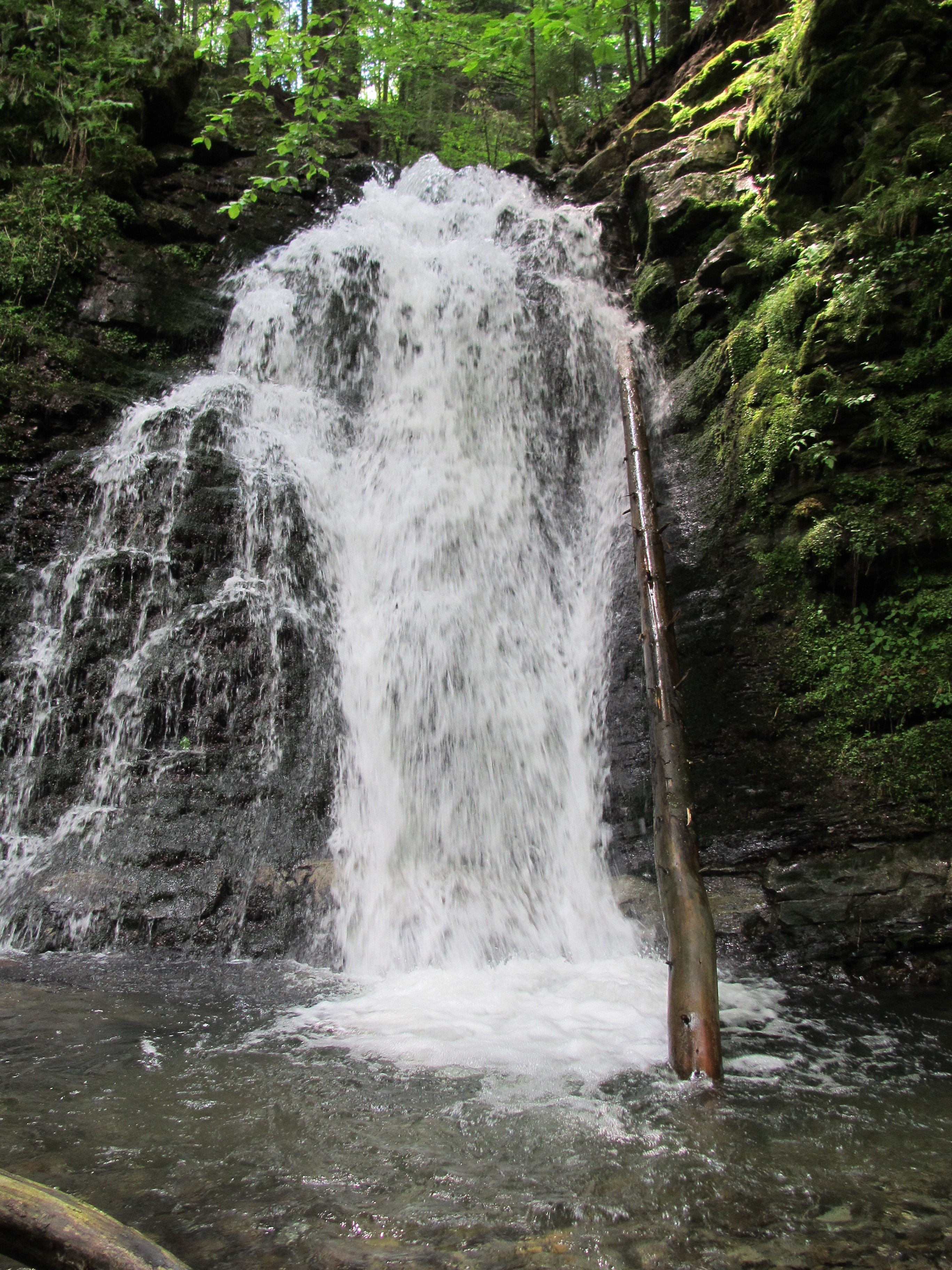
Водоспад влітку
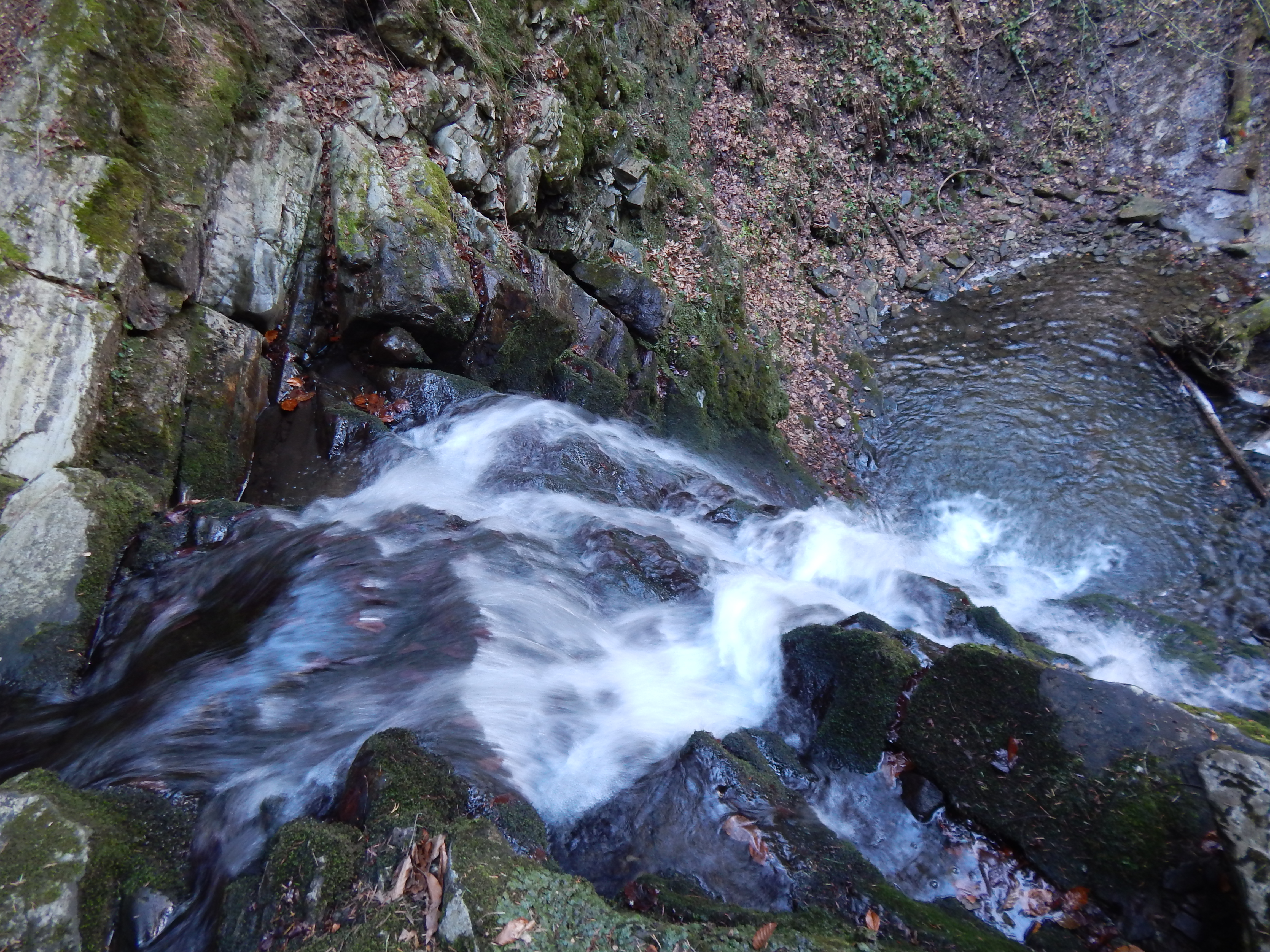
Водоспад зверху
- Відео водоспаду